# غدايلو
غدايلو هي قرية في مقاطعة بارس أباد، إيران. يقدر عدد سكانها بـ 661 نسمة بحسب إحصاء 2016.